# Faro de Arenas Blancas
Der Faro de Arenas Blancas (auch Faro de Salemera) ist ein Leuchtturm an der Südostküste der zu Spanien  gehörigen Kanarischen Insel La Palma in der Gemeinde Villa de Mazo in der Nähe des Strandes von La Salemera. Der Turm wird von der Autoridad Portuaria de Santa Cruz de Tenerife (Hafenbehörde für die Provinz Santa Cruz de Tenerife) betrieben.

## Turm
Der zylindrische, weiße und alleinstehende Turm aus Beton mit einer abgerundeten Spitze hat eine Höhe von 38 Metern. Er wurde im Jahr 1992 als Navigationshilfe für die Küstenschifffahrt an der Ostküste der Insel eröffnet. Der Turm steht auf einer kleinen Klippe direkt am Atlantischen Ozean, etwa acht Meter über dem Meeresspiegel. In der Kuppel befindet sich auf der seewärtigen Seite ein Balkon, hinter den horizontalen Fenstern befindet sich die 500-mm-Linse. Die Lichtstärke beträgt 110.000 cd, die Tragweite des weißen Lichts liegt bei etwa 20 Seemeilen. Der Leuchtturm ist unter der internationalen Nummer D-2849 sowie der nationalen Kennung 13025 registriert.
Der Turm ist einer von vier betriebsbereiten Leuchttürmen auf der Insel La Palma: Im Norden befindet sich der Faro de Punta Cumplida, im Süden der Faro de Fuencaliente und im Westen der Faro de Punta Lava.

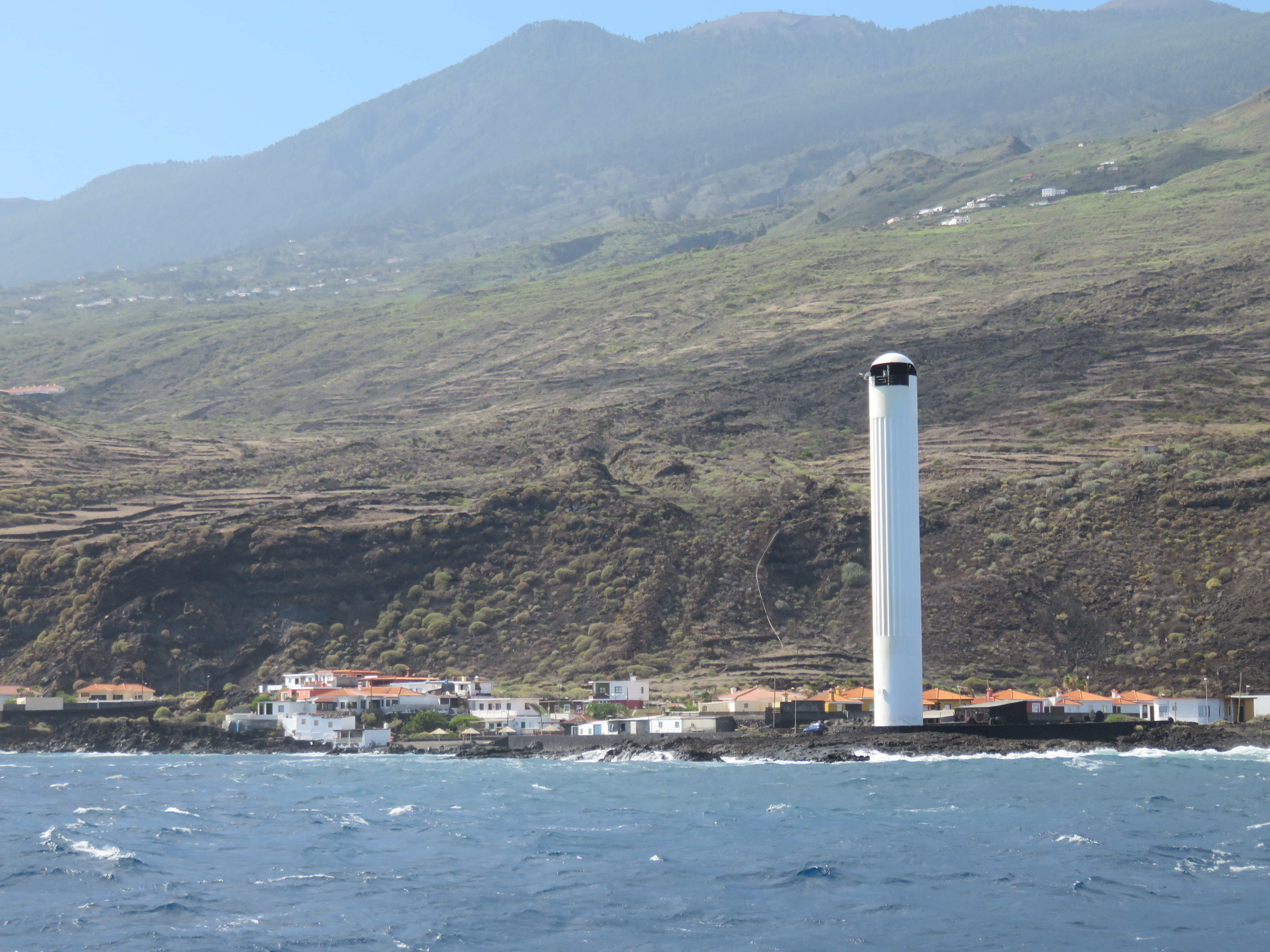
Faro de Arenas Blancas vor der Südostküste
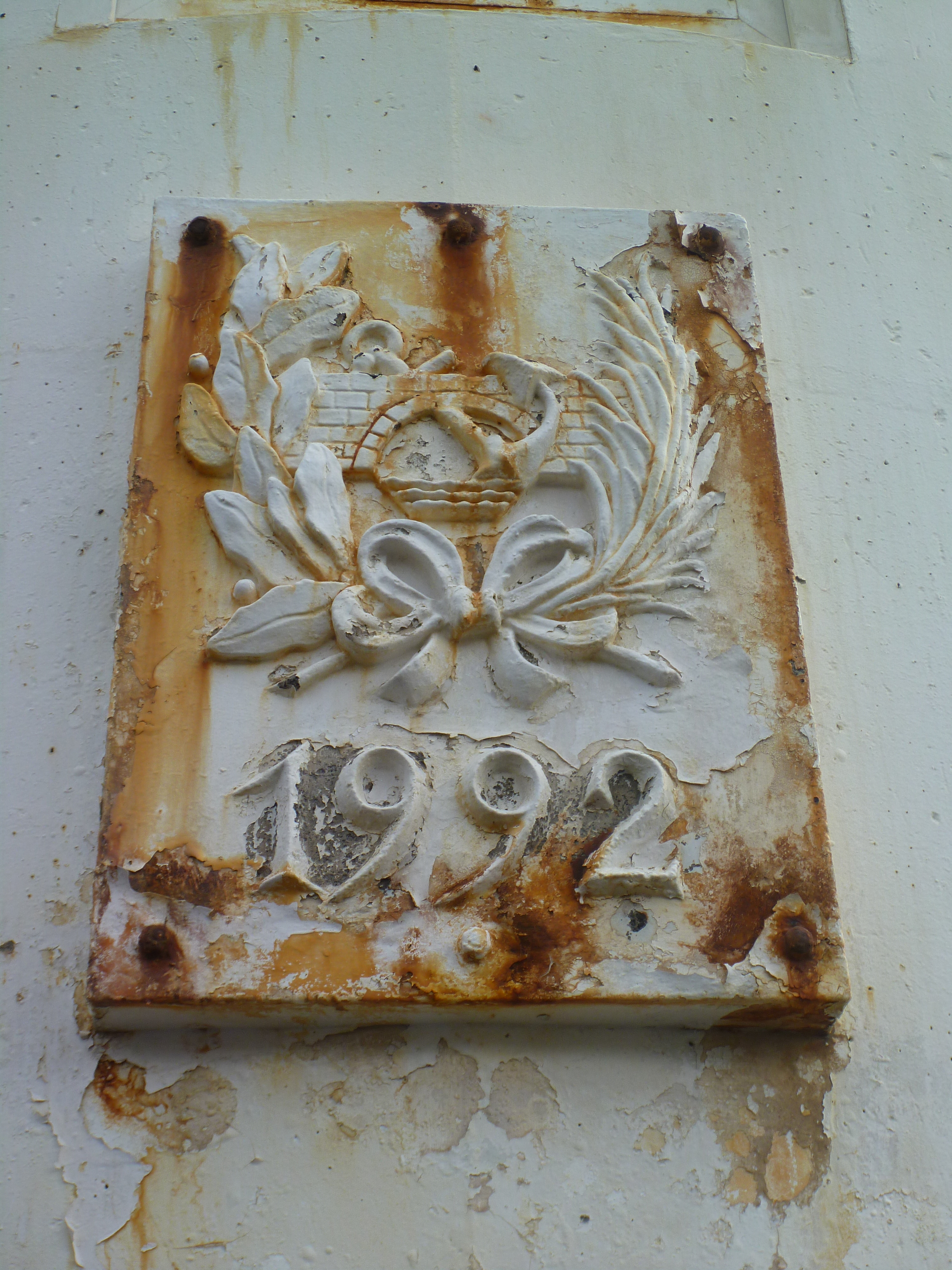
Kennzeichnung des Baujahres
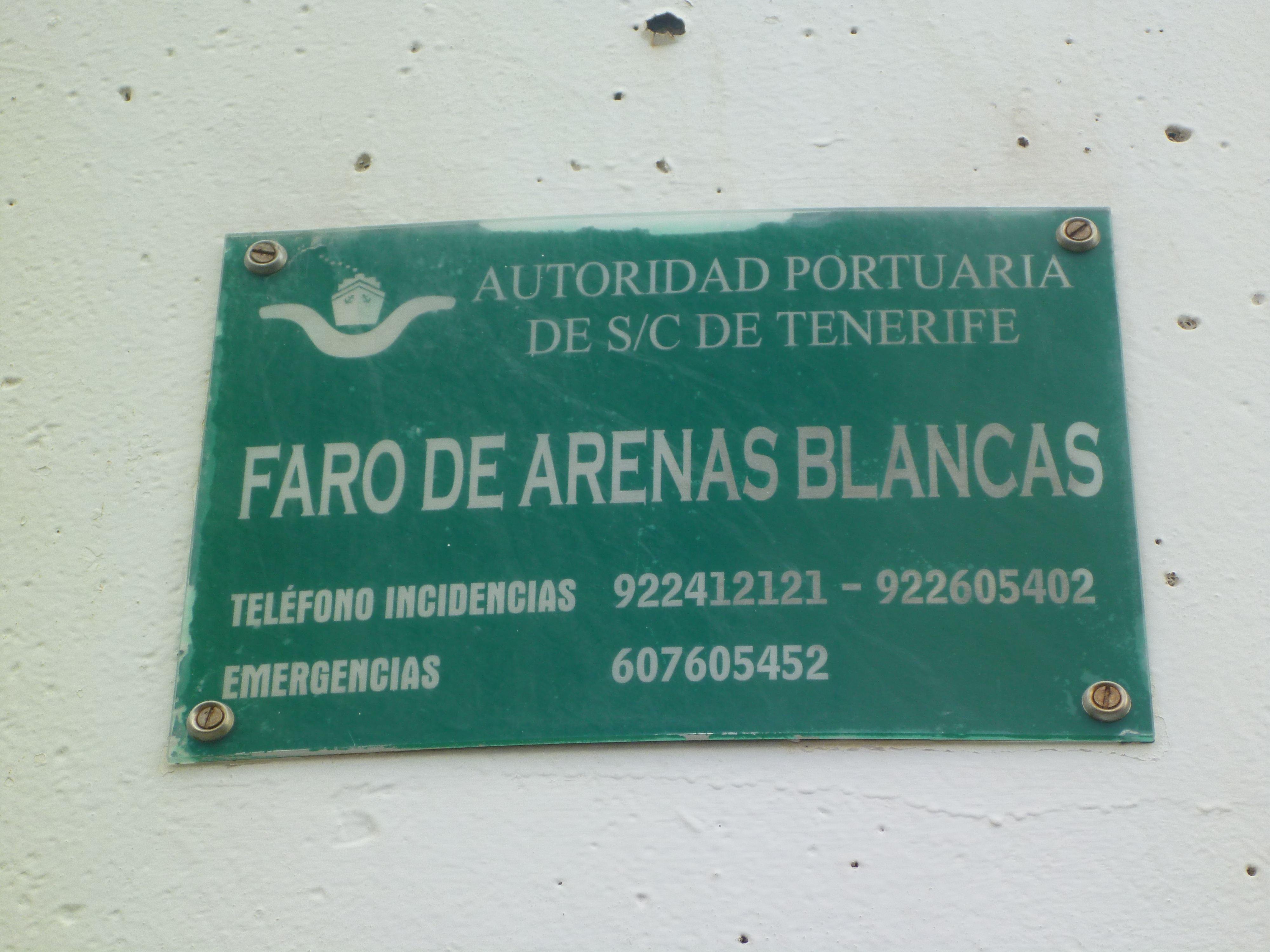
Betreiberkennzeichnung